# 1991년 해태 타이거즈 시즌
1991년 해태 타이거즈 시즌은 해태 타이거즈가 KBO 리그에 참가한 10번째 시즌으로 김응용 감독이 팀을 이끈 9번째 시즌이다. 팀은 정규 시즌 1위를 차지하며 한국시리즈에 직행했다. 이후 한국시리즈에서는 빙그레 이글스를 4승 무패로 꺾고 창단 6번째 한국시리즈 우승을 달성했으나 김응용 감독이 시즌 막판 선동열 다승왕 밀어주기 때문에 따끔한 눈초리를 샀고 다음 해에는 이강철 다승왕 밀어주기 - 1993년에는 이종범 도루왕 밀어주기가 있었다.

## 코치
- 백기성, 유남호, 김봉연, 서정환, 차영화, 이상윤, 김경훈, 조충열

## 타이틀
- 한일 슈퍼게임 국가대표: 김응용(감독), 선동열, 이강철, 장채근, 김성한, 한대화, 이순철, 이호성
- KBO 골든글러브: 선동열 (투수), 장채근 (포수), 김성한 (1루수), 한대화 (3루수), 이순철 (외야수), 이호성 (외야수)
- 올스타 선발: 선동열 (투수), 김성한 (1루수), 백인수 (2루수), 한대화 (3루수), 이순철 (외야수)
- 올스타전 추천선수: 신동수, 이강철
- 한국시리즈 MVP: 장채근
- 컴투스프로야구 KIA 타이거즈 베스트 라인업: 이순철 (중견수)
- 컴투스프로야구 90년대 올스타: 선동열 (선발투수)
- 컴투스프로야구 90년대 해태 타이거즈 라인업: 김성한 (1루수)
- WAR: 선동열 (9.08)
- 수비 WAR: 윤재호 (1.37)
- 도루: 이순철 (56)
- 사구: 김성한 (15)
- 다승: 선동열 (19)(15선발승으로 윤학길과 선발승 공동 2위)
- 탈삼진: 선동열 (210)
- 평균자책점: 선동열 (1.55)
- 승률: 선동열 (0.826)
- 선발 GSC: 선동열 (6월 19일 빙그레전, 106)

### 퓨처스리그
- 출장(타자): 박병호, 정성훈 (36)
- 남부리그 타석: 박병호 (138)
- 남부리그 타수: 박병호 (118)
- 2루타: 박병호 (13)
- 남부리그 홈런: 문승훈 (6)
- 타점: 박병호 (23)
- 남부리그 도루: 김우현 (12)

## 선수단
- 선발투수 : 선동열, 이강철, 김정수, 조계현
- 구원투수 : 이광우, 오희주, 강태원
- 마무리투수 : 신동수, 송유석, 문희수, 김승남, 강대성
- 포수 : 장채근, 정회열, 김정훈
- 1루수 : 김성한
- 2루수 : 홍현우, 김병두, 양회열, 문승훈
- 유격수 : 윤재호, 이경복
- 3루수 : 한대화
- 좌익수 : 이호성, 김태완
- 중견수 : 이순철, 김성규
- 우익수 : 백인수, 김종모, 박현수, 이건열
- 지명타자 : 박철우, 김재덕, 정성훈, 양민석, 이종택

## 여담
- 김성한은 4월 19일 롯데 자이언츠와의 경기에서 KBO 리그 사상 최초로 개인 통산 1000안타를 달성했다.
- 투수 송유석은 8월 31일 태평양 돌핀스와의 경기에서 소화한 프로 통산 처음이자 마지막 타석에서 희생 번트를 쳤다. 이후 2001년 은퇴하여 KBO 리그 역대 최초의 통산 0타수 타자가 되었다.
- 선동열은 K/BB 8.40으로 KBO 리그 역대 단일 시즌 볼넷 허용 대비 최다 탈삼진을 기록했다.
- 신동수는 규정 이닝을 채우고도 사구를 한 개도 내주지 않았다.
- 이강철은 이 시즌 쌍방울 레이더스와의 경기에서 사구 6개를 허용하여 단일 시즌 쌍방울 레이더스와의 경기에서 최다 사구를 허용한 선수가 되었다.
- 팀은 KBO 퓨처스리그에서도 우승을 차지했는데, 이 시즌부터 KBO 퓨처스리그가 양대리그 체제로 운영됨에 따라 해태 타이거즈는 역대 최초의 KBO 퓨처스리그 남부리그의 우승팀이 되었다. 참고로 KBO 리그 우승과 KBO 퓨처스리그 우승을 동시에 달성한 것도 이 시즌의 해태 타이거즈가 역대 최초였다.
- KBO 퓨처스리그에서 문승훈은 남부리그 홈런 1위, 박병호는 타점 1위였다. 홈런 1위와 타점 1위가 달랐던 것은 이때가 KBO 퓨처스리그 사상 최초였다.
- 선동열은 이 시즌에 연봉 1억 500만원으로 KBO 리그 사상 첫 공식 억대 연봉자가 되었다.
- 팀은 WHIP 1.11로 역대 단일 시즌 팀 최저 이닝 당 출루허용률 기록을 세웠다.
- 팀 선발투수 WAR 26.37로 역대 최고 기록을 세웠다.
- 홍현우는 이 시즌까지 수비 WAR 1.06을 기록해 KBO 리그 10대 타자 통산 최고 기록을 세웠다.
- 선동열은 KBO 포스트시즌 사상 최초로 통산 1000구를 투구한 투수가 되었다.

## 같이 보기
- 1995년 해태 타이거즈 시즌